# SBT Colíder
SBT Colíder é uma emissora de televisão brasileira sediada em Colíder, cidade do estado de Mato Grosso. Opera no canal 13 (48 UHF digital), e é afiliada ao Sistema Brasileiro de Televisão. Pertence ao Grupo MD Alliance.

## História
A emissora foi fundada em 1996 como TV Tropical pelo Sistema Ourominas de Radiodifusão, de propriedade de Silval Barbosa, também proprietário da TV Ourominas (afiliada ao SBT em Matupá). Seu primeiro telejornal foi o TJ Tropical, com Aroldo Sousa. A emissora também tinha em sua programação o José Paulo na TV, com o apresentador José Paulo Batista, e o TVT Clip, com o "DJ Catatau".

Logotipo utilizado pela emissora até 2016.

Em julho de 2016, a emissora foi adquirida por José Paulo Batista da Silva, proprietário da então TV Record Colíder, afiliada da Rede Record, e assumiu a nomenclatura SBT Colíder. Estreou o programa SBT Notícias, com a apresentadora Edinete Dacroce. Em julho de 2019, a emissora é desativada.
Em agosto de 2020, os empresários Dyhones da Rocha Oliveira e Márcio de Almeida Oliveira, proprietários do Grupo MD Alliance, adquirem a emissora. O apresentador Murilo Prado, que estava na TV Cidade Verde Colíder, é contratado para apresentar o SBT Notícias. O SBT Colíder retorna ao ar em 20 de outubro de 2020, com a programação nacional do SBT, e em 28 de outubro, reestreia a programação local.
Em 5 de maio de 2021, é anunciado que o SBT Colíder irá transmitir a Copa Luizão de Futsal, no município de Nova Canaã do Norte. A primeira transmissão foi realizada em 14 de agosto.
Em 9 de agosto de 2021, o SBT Colíder estreou o SBT Notícias 2ª Edição, com a apresentação de Nathân Júnior.

## Sinal digital
| Canal virtual | Canal digital | Resolução de tela | Programação                                |
| ------------- | ------------- | ----------------- | ------------------------------------------ |
| 13.1          | 48 UHF        | 1080i             | Programação principal do SBT Colíder / SBT |

O SBT Colíder foi autorizado a implantar seu sinal digital por meio de uma portaria do Ministério das Comunicações de 11 de abril de 2014, que outorga, ao Sistema Ourominas de Radiodifusão Ltda., o uso do canal 48 UHF digital em Colíder. A emissora iniciou suas operações em sinal digital no dia 3 de dezembro de 2021.

## Programas
Além de exibir a programação nacional do SBT e estadual do SBT Cuiabá, o SBT Colíder produz e exibe o seguinte programa:
- SBT Notícias: Telejornal, com Junior Mongelli;

Diversos outros programas compuseram a programação da emissora, e foram descontinuados:
- Balada Night[17]
- Cada Dia Com Você
- Cidade Notícias[18]
- José Paulo na TV[4]
- Plantão 13[19]
- Programa da Pri[20]
- Radar 13[21]
- Repórter em Ação[2]
- TJ Tropical[3]
- TVT Clip[5]
- Verdade e Vida